# Ångest (bok)
Ångest är en diktsamling av Pär Lagerkvist. Lagerkvist skrev dikterna under det pågående första världskriget, och de har ofta döden som motiv. 
Dikterna i samlingen från 1916 har inga namn, men den mest kända, inledningsdikten, vilken blivit en klassiker börjar: "Ångest, ångest är min arvedel / min strupes sår / mitt hjärtas skri i världen."